# Población estelar
Una población estelar es un conjunto de estrellas que presentan características similares, concretamente en su metalicidad o composición química. Esta clasificación también refleja diferencias en la creación y evolución de dichas estrellas. Existen tres tipos de Poblaciones: I, II y III, que van de mayor a menor metalicidad. Las estrellas se clasifican estudiando sus espectros estelares.

## Origen del concepto

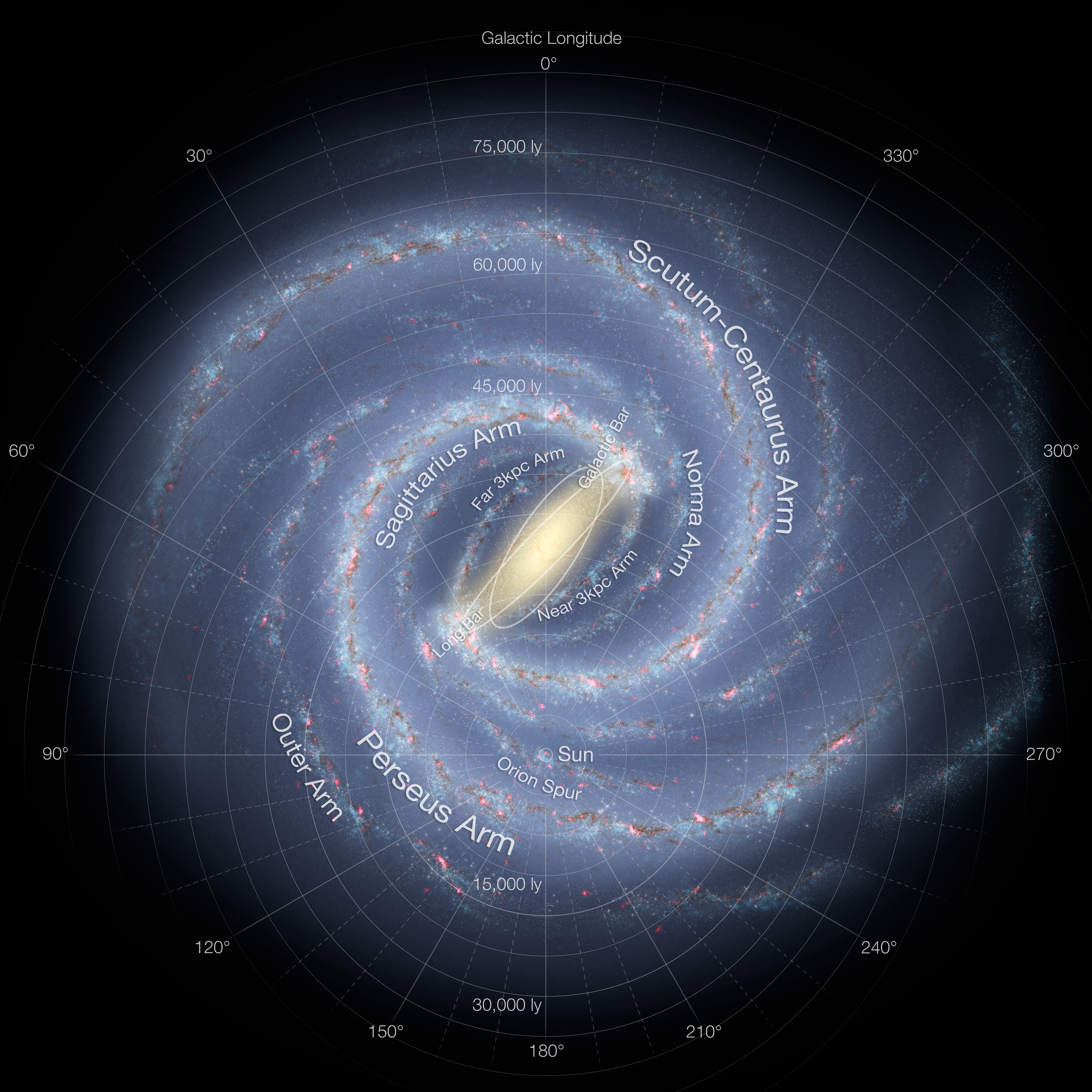
Concepción artística de la estructura espiral de la Vía Láctea que muestra las categorías generales de población de Baade. Las regiones azules de los brazos espirales están compuestas por las estrellas más jóvenes de la Población I, mientras que las estrellas amarillas del bulbo central son las estrellas más antiguas de la Población II. En realidad, muchas estrellas de la Población I también se encuentran mezcladas con las estrellas más antiguas de la Población II.

En 1944, Walter Baade clasificó los grupos de estrellas de la Vía Láctea en poblaciones estelares.
En el resumen del artículo de Baade, reconoce que Jan Oort concibió originalmente este tipo de clasificación en 1926:

[...] Los dos tipos de poblaciones estelares habían sido reconocidos entre las estrellas de nuestra propia galaxia por Oort ya en 1926.

Baade observó que las estrellas más azules estaban fuertemente asociadas a los brazos espirales y que las amarillas dominaban cerca del bulbo galáctico central y dentro de los cúmulos estelares globulares. Se definieron dos divisiones principales
- Población I y
- Población II,

con otra división más reciente llamada
- Población III añadida en 1978;

A menudo se abrevian simplemente como Pop. I, Pop. II y Pop. III.
Entre los tipos de población se encontraron diferencias significativas en sus espectros estelares individuales observados. Más tarde se demostró que éstas eran muy importantes, y que posiblemente estaban relacionadas con la formación estelar, la cinemática observada, la edad estelar e incluso la evolución de las galaxias, tanto en espirales como en elípticas. Estas tres simples clases de población dividían útilmente las estrellas por su composición química o metalicidad.
Por definición, cada grupo de población muestra una tendencia en la que la disminución del contenido metálico indica un aumento de la edad de las estrellas. Así, las primeras estrellas del universo (con muy bajo contenido metálico) se consideraron Población III, las estrellas viejas (de baja metalicidad) como Población II, y las estrellas recientes (de alta metalicidad) como Población I. El Sol se considera Población I, una estrella reciente con una metalicidad relativamente alta del 1,4%. Hay que tener en cuenta que la nomenclatura astrofísica considera que cualquier elemento más pesado que el helio es un "metal", incluidos los no metales químicos como el oxígeno.

## Evolución estelar
La observación de los espectros estelares ha revelado que las estrellas más antiguas que el Sol tienen menos elementos pesados en comparación con éste, lo que sugiere inmediatamente que la metalicidad ha evolucionado a través de las generaciones de estrellas mediante el proceso de nucleosíntesis estelar.

### Formación de las primeras estrellas
Según los modelos cosmológicos actuales, toda la materia creada en el Big Bang era mayoritariamente hidrógeno (75%) y helio (25%), y sólo una fracción muy pequeña consistía en otros elementos ligeros como el litio y el berilio. Cuando el universo se enfrió lo suficiente, las primeras estrellas nacieron como estrellas de la Población III sin ningún metal pesado contaminante. Se postula que esto afectó a su estructura, de modo que sus masas estelares llegaron a ser cientos de veces superiores a la del Sol. A su vez, estas estrellas masivas también evolucionaron muy rápidamente y sus procesos de nucleosíntesis crearon los primeros 26 elementos (hasta el hierro en la tabla periódica).
Muchos modelos estelares teóricos muestran que la mayoría de las estrellas de la Población III de gran masa agotaron rápidamente su combustible y probablemente explotaron en supernovas de inestabilidad de pares de manera extremadamente energéticas. Esas explosiones habrían dispersado completamente su material, expulsando metales al medio interestelar, para ser incorporados a las generaciones posteriores de estrellas. Su destrucción sugiere que no deberían poder observarse estrellas galácticas de alta masa de la Población III. Sin embargo, podrían verse algunas estrellas de la Población III en galaxias de alto corrimiento al rojo o redshift cuya luz se originó durante la historia anterior del universo. No se ha descubierto ninguna; sin embargo, los científicos han encontrado pruebas de una estrella ultrapobre en metales extremadamente pequeña, ligeramente más pequeña que el Sol, encontrada en un sistema binario de los brazos espirales de la Vía Láctea. El descubrimiento abre la posibilidad de observar estrellas aún más antiguas.
Las estrellas demasiado masivas para producir supernovas de inestabilidad de pares probablemente habrían colapsado en agujeros negros a través de un proceso conocido como fotodesintegración. En este caso, parte de la materia podría haber escapado durante este proceso en forma de jets relativistas, y esto podría haber distribuido los primeros metales en el universo[a].</ref>

### Formación de las estrellas observables
Las estrellas más antiguas observadas, conocidas como Población II, tienen metalicidades muy bajas; a medida que nacían las siguientes generaciones de estrellas se iban enriqueciendo en metales, ya que las nubes gaseosas de las que se formaban recibían el polvo rico en metales fabricado por las generaciones anteriores. Cuando esas estrellas murieron, devolvieron material enriquecido en metales al medio interestelar a través de nebulosas planetarias y supernovas, enriqueciendo aún más las nebulosas de las que se formaron las estrellas más recientes. Por tanto, estas estrellas más jóvenes, incluido el Sol, son las que tienen un mayor contenido en metales y se conocen como estrellas de la Población I.

## Clasificación química de Baade

### Estrellas de Población I

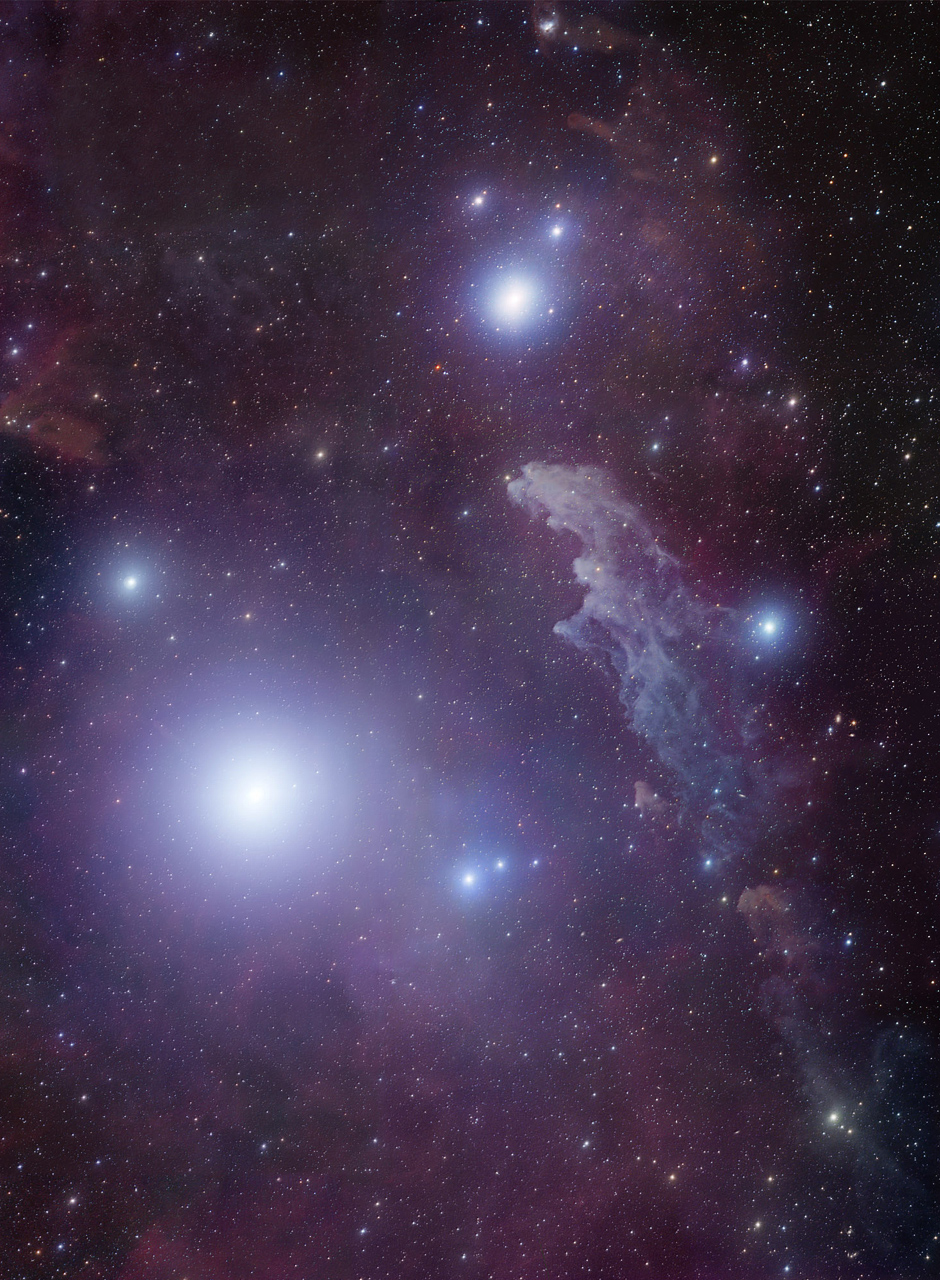
Estrella de la Población I Rigel con la nebulosa de reflexión IC 2118.

Las estrellas de Población I, o ricas en metales, son estrellas jóvenes con la mayor metalicidad de las tres poblaciones, y se encuentran más comúnmente en los brazos espirales de la Vía Láctea. El Sol del sistema solar es un ejemplo de estrella rica en metales y se considera una estrella intermedia de la población I, mientras que Mu Arae, de tipo solar, es mucho más rica en metales.
Las estrellas de la Población I suelen tener órbitas elípticas regulares en torno al centro galáctico, con una velocidad relativa baja. Anteriormente se planteó la hipótesis de que la alta metalicidad de las estrellas de la Población I las hace más propensas a poseer sistemas planetarios que las otras dos poblaciones, porque se cree que los planetas, especialmente los terrestres, se forman por acreción de metales. Sin embargo, las observaciones de los datos del telescopio espacial Kepler han encontrado planetas más pequeños alrededor de estrellas con una gama de metalicidades, mientras que sólo los planetas gigantes gaseosos más grandes y potenciales se concentran alrededor de estrellas con una metalicidad relativamente más alta, un hallazgo que tiene implicaciones para las teorías de la formación de los gigantes gaseosos. Entre las estrellas intermedias de la Población I y la Población II se encuentra la población intermedia de discos.

### Estrellas de Población II

Perfil esquemático de la Vía Láctea. Las estrellas de la Población II aparecen en el bulbo galáctico y en los cúmulos globulares.

Las estrellas de la Población II, o pobres en metales, son aquellas que tienen relativamente pocos elementos más pesados que el helio. Estos objetos se formaron en una época anterior del Universo. Las estrellas de la Población II intermedia son comunes en el bulbo cercano al centro de la Vía Láctea, mientras que las estrellas de la Población II que se encuentran en el halo galáctico son más antiguas y, por tanto, más deficientes en metales. Los cúmulos globulares también contienen un elevado número de estrellas de la Población II.
Una característica de las estrellas de la Población II es que, a pesar de su menor metalicidad general, suelen tener una mayor proporción de "elementos alfa" (elementos producidos por el proceso alfa, como el O, el Ne, etc.) en relación con el Fe en comparación con las estrellas de la Población I; la teoría actual sugiere que esto es el resultado de que las supernovas de tipo II contribuyeron más al medio interestelar en el momento de su formación, mientras que el enriquecimiento en metales de las supernovas de tipo Ia se produjo en una etapa posterior del desarrollo del universo.
Los científicos se han centrado en estas estrellas más antiguas en varios estudios diferentes, como el estudio  de Timothy C. Beers et al. y el estudio Hamburg-ESO de Norbert Christlieb et al., que se inició originalmente para los cuásares débiles. Hasta ahora, han descubierto y estudiado en detalle una decena de estrellas ultrapobres en metal (como la estrella de Sneden, la estrella de Cayrel, BD +17° 3248) y tres de las estrellas más antiguas conocidas hasta la fecha: HE0107-5240, HE1327-2326 y HE 1523-0901. La estrella de Caffau fue identificada como la estrella más pobre en metal hasta el momento cuando fue encontrada en 2012 utilizando los datos del Sloan Digital Sky Survey. Sin embargo, en febrero de 2014 se anunció el descubrimiento de una estrella de metalicidad aún más baja, la SMSS J031300.36-670839.3 localizada con la ayuda de los datos del sondeo astronómico SkyMapper. Menos extremas en su deficiencia de metal, pero más cercanas y brillantes y, por tanto, más conocidas, son HD 122563 (una gigante roja) y HD 140283 (una subgigante).

### Estrellas de Población III

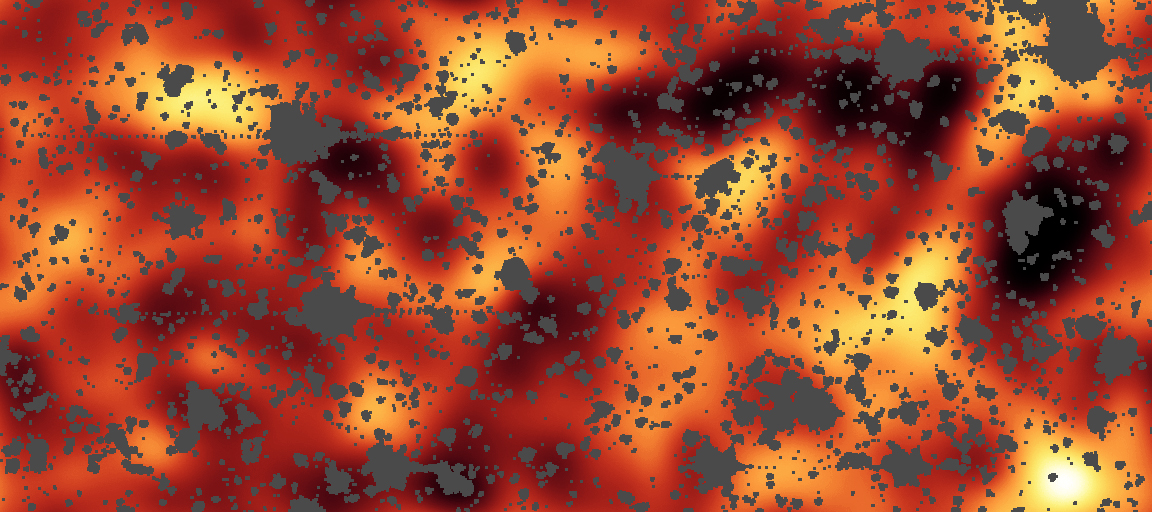
Posible resplandor de las estrellas de la Población III en las imágenes del telescopio espacial Spitzer de la NASA.

Las estrellas de la Población III son una población hipotética de estrellas extremadamente masivas, luminosas y calientes, prácticamente sin metales, salvo posiblemente por la mezcla de eyecciones de otras supernovas de la Población III cercanas. Es probable que estas estrellas existieran en el universo primitivo (es decir, a un alto corrimiento al rojo), y pueden haber iniciado la producción de elementos químicos más pesados que el hidrógeno, necesarios para la posterior formación de planetas y de la vida tal y como la conocemos.
La existencia de estrellas de la Población III se deduce de la cosmología, pero aún no se han observado directamente. Se han encontrado pruebas indirectas de su existencia en una galaxia con lente gravitacional en una parte muy lejana del universo. Su existencia puede explicar el hecho de que los elementos pesados -que no pudieron crearse en el Big Bang- se observen en los espectros de emisión de los cuásares. También se cree que son componentes de galaxias azules débiles. Estas estrellas probablemente desencadenaron el periodo de reionización del universo, una importante transición de fase del gas hidrógeno que compone la mayor parte del medio interestelar. Las observaciones de la galaxia UDFy-38135539 sugieren que puede haber desempeñado un papel en este proceso de reionización. El Observatorio Europeo Austral descubrió una congregación brillante de estrellas de la población temprana en la galaxia Cosmos Redshift 7, muy brillante, del periodo de reionización, unos 800 millones de años después del Big Bang, a z = 6,60. El resto de la galaxia tiene algunas estrellas posteriores de población II más rojas. Algunas teorías sostienen que hubo dos generaciones de estrellas de población III.

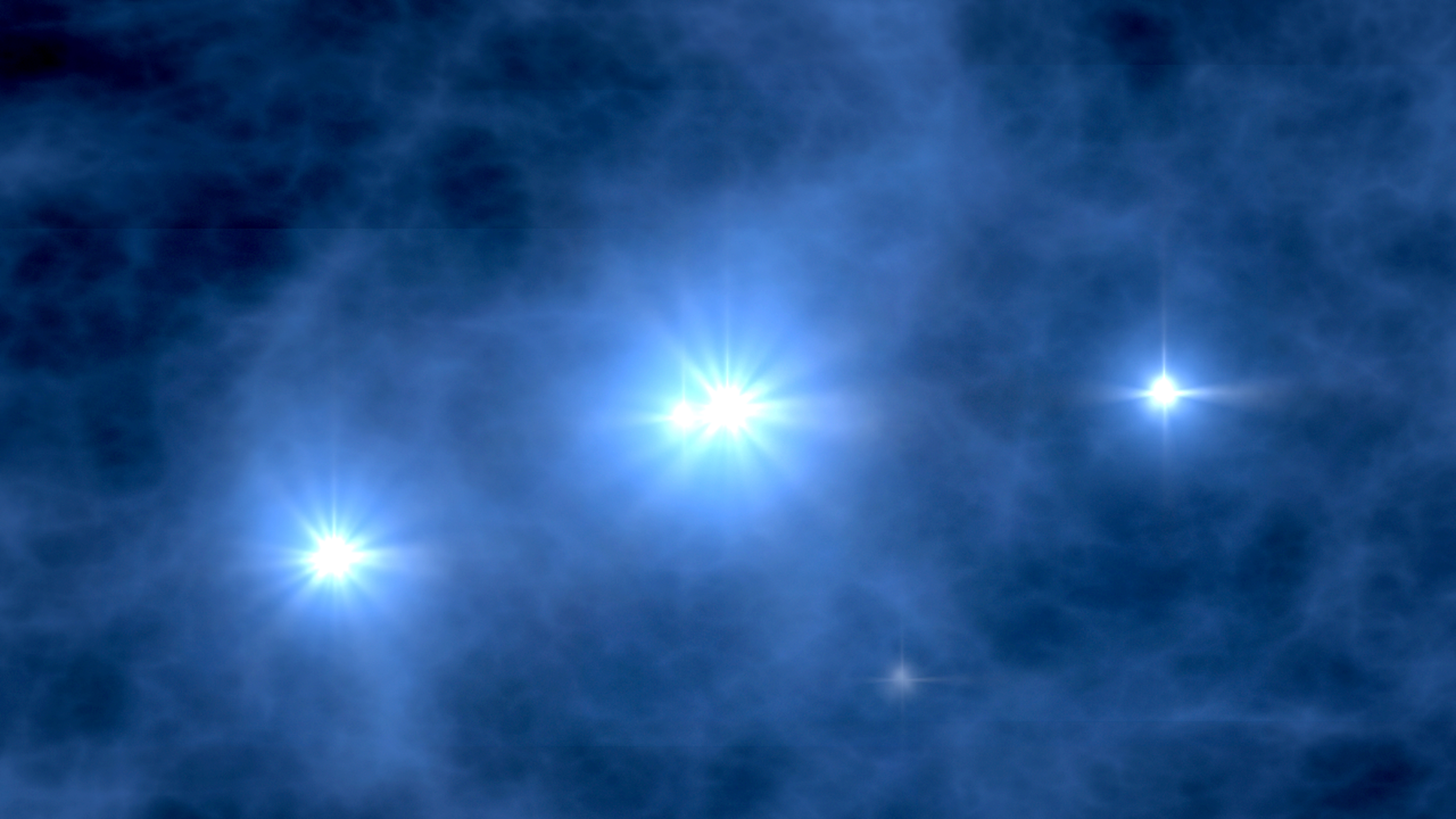
Impresión artística de las primeras estrellas, 400 millones de años después del Big Bang.

La teoría actual está dividida sobre si las primeras estrellas eran muy masivas o no. Una posibilidad es que estas estrellas fueran mucho más grandes que las actuales: varios cientos de masas solares, y posiblemente hasta 1000 masas solares. Estas estrellas tendrían una vida muy corta y durarían sólo entre 2 y 5 millones de años. Estas estrellas tan grandes podrían haber sido posibles debido a la falta de elementos pesados y a un medio interestelar mucho más cálido desde el Big Bang.[cita requerida] Por el contrario, las teorías propuestas en 2009 y 2011 sugieren que los primeros grupos estelares podrían haber consistido en una estrella masiva rodeada por varias estrellas más pequeñas. Las estrellas más pequeñas, si permanecieran en el cúmulo natal, acumularían más gas y no podrían sobrevivir hasta nuestros días, pero un estudio de 2017 concluyó que si una estrella de 0,8 masas solares (M☉) o menos fuera expulsada de su cúmulo natal antes de que acumulara más masa, podría sobrevivir hasta nuestros días, posiblemente incluso en nuestra galaxia Vía Láctea.
El análisis de los datos de las estrellas de la población II de muy baja metalicidad, como HE0107-5240, que se cree que contienen los metales producidos por las estrellas de la población III, sugiere que estas estrellas sin metales tenían masas de entre 20 y 130 masas solares. Por otro lado, el análisis de los cúmulos globulares asociados a galaxias elípticas sugiere que las supernovas de inestabilidad de pares, que suelen estar asociadas a estrellas muy masivas, fueron las responsables de su composición metálica. Esto también explica por qué no se han observado estrellas de baja masa con metalicidad cero, aunque se han construido modelos para estrellas más pequeñas de la Población III. Los cúmulos que contienen enanas rojas de metalicidad cero o enanas marrones (posiblemente creadas por supernovas de inestabilidad de pares) han sido propuestos como candidatos a materia oscura, pero las búsquedas de este tipo de MACHOs mediante microlentes gravitacionales han dado resultados negativos.[cita requerida]
La detección de estrellas de la población III es un objetivo del telescopio espacial James Webb de la NASA. Los nuevos estudios espectroscópicos, como SEGUE o SDSS-II, también pueden localizar estrellas de la población III.[cita requerida]